# Kapenor
Kapenor (weitere Bezeichnung: Gabenur, Kabenuuwaru-To, Kabenwor, Kabinwod, Kabinwor Island, Kapenuuwaru-tō) ist ein kleines Motu des Likiep-Atolls der pazifischen Inselrepublik Marshallinseln.

## Geographie
Kapenor bildet die Südwestspitze des Atolls. Nach Norden schließt sich das winzige Bokelan an und nach Südosten Matten. Die Insel ist unbewohnt. 